# Tokugawa Naritaka
Tokugawa Naritaka est un nom japonais traditionnel ; le nom de famille (ou le nom d'école), Tokugawa, précède donc le prénom (ou le nom d'artiste).
Tokugawa Naritaka (徳川 斉荘, né le 14 juillet 1810, mort le 8 août 1845) est un daimyo de la fin de l'époque d'Edo. Fils de Ienari Tokugawa, le onzième shogun, il succède à Tokugawa Narimasa comme chef du clan Tokugawa Tayasu, avant d'accéder à la tête du domaine d'Owari en 1839.

## Source de la traduction
- (en) Cet article est partiellement ou en totalité issu de l’article de Wikipédia en anglais intitulé « Tokugawa Naritaka » (voir la liste des auteurs).